# Arenillas
Arenillas är en kommun i Spanien.   Den ligger i provinsen Provincia de Soria och regionen Kastilien och Leon, i den centrala delen av landet, 120 km nordost om huvudstaden Madrid.